# Chlorophyllum molybdites

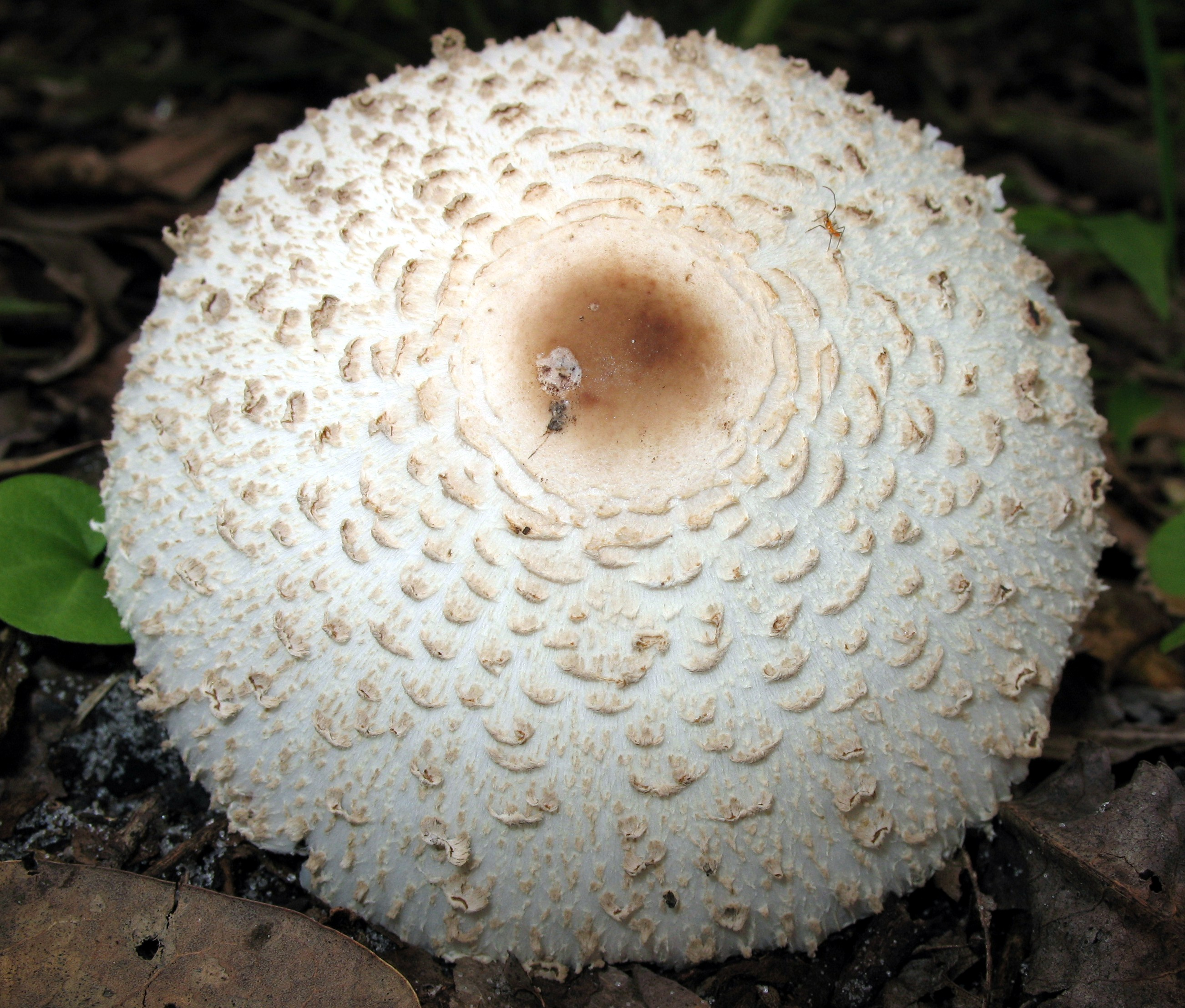

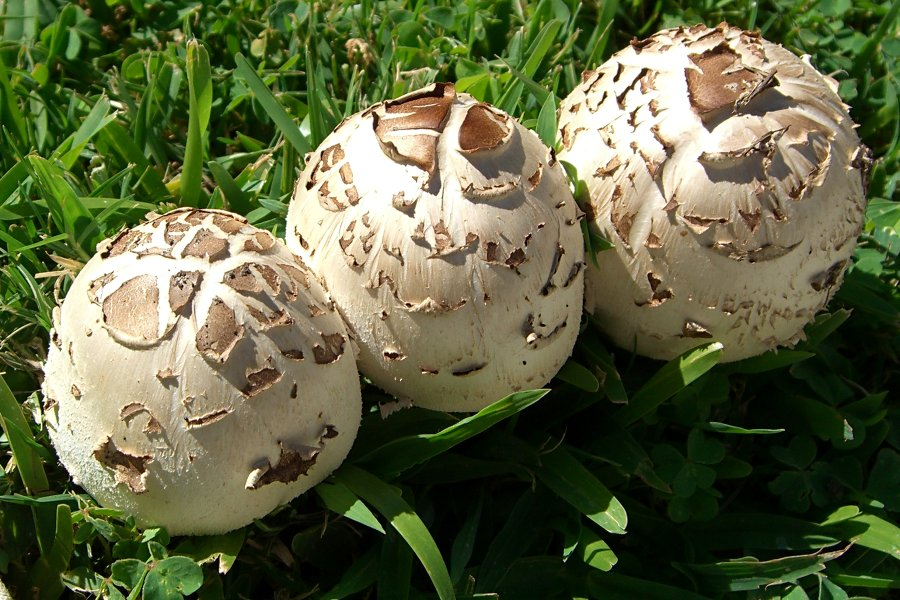

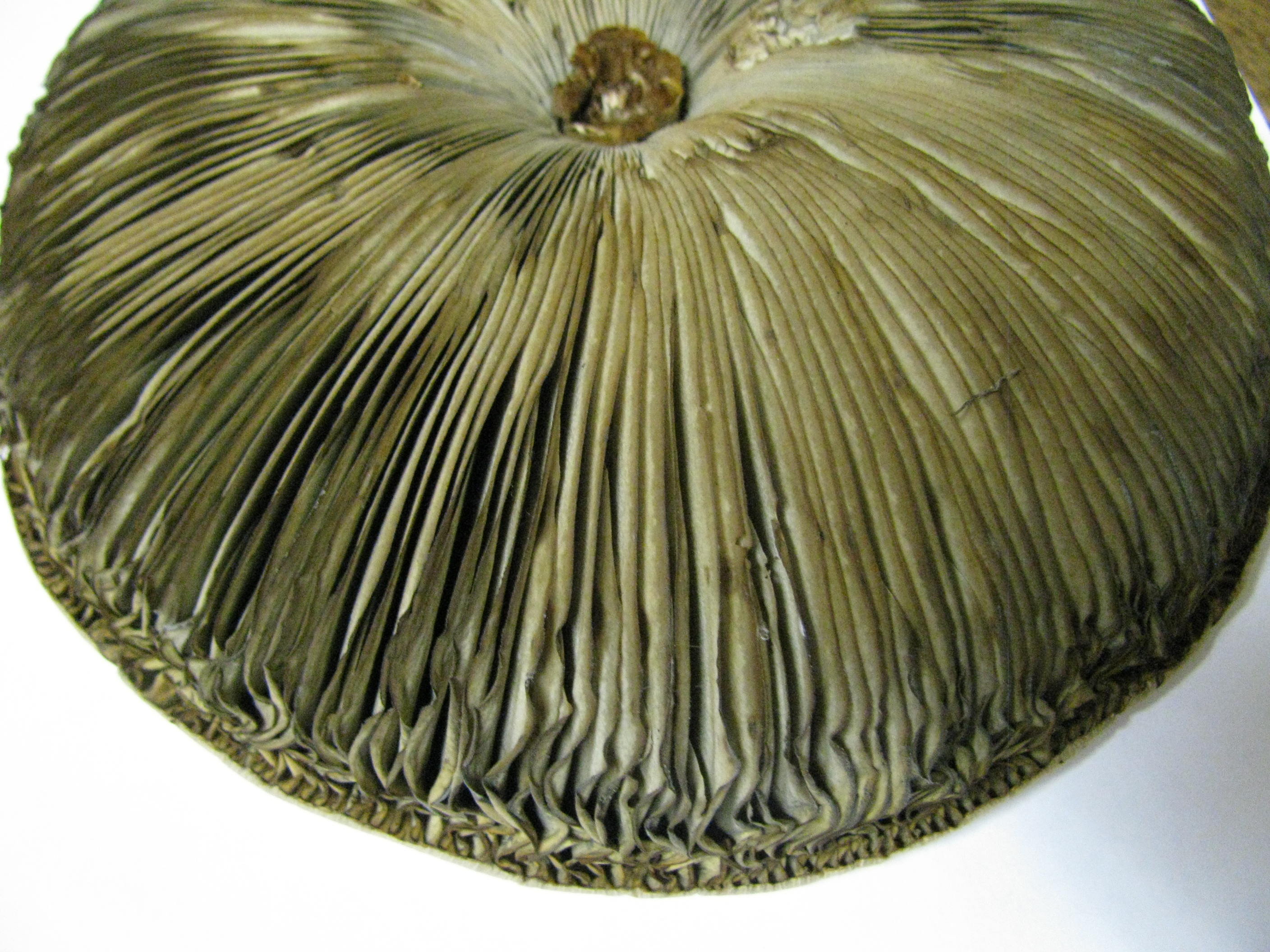

Chlorophyllum molybdites (G. Mey.) Massee ex P. Syd. – gatunek grzybów należący do rodziny pieczarkowatych (Agaricaceae).

## Systematyka i nazewnictwo
Pozycja w klasyfikacji według Index Fungorum: Chlorophyllum, Agaricaceae, Agaricales, Agaricomycetidae, Agaricomycetes, Agaricomycotina, Basidiomycota, Fungi.
Po raz pierwszy takson ten zdiagnozował w 1818 r. Georg Friedrich Wilhelm Meyer, nadając mu nazwę Agaricus molybdites. Obecną, uznaną przez Index Fungorum nazwę nadali mu w 1900 r. George Edward Massee i Paul Sydow, przenosząc go do rodzaju Chlorophyllum.
Synonimy naukowe:

- Agaricus congolensis Beeli 1928
- Agaricus molybdites G. Mey. 1818
- Chlorophyllum esculentum Massee 1898
- Chlorophyllum molybdites (G. Mey.) Massee 1898
- Chlorophyllum molybdites var. congolense (Beeli) Heinem. 1967
- Chlorophyllum molybdites var. luteolosperma Singer 1948
- Chlorophyllum molybdites var. marginatus (A.H. Sm.) D.A. Reid & Eicker 1991
- Chlorophyllum molybdites (G. Mey.) Massee 1898 var. molybdites
- Lepiota molybdites (G. Mey.) Sacc. 1887
- Lepiota molybdites var. marginata A.H. Sm. 1949
- Lepiota molybdites (G. Mey.) Sacc. 1887 var. molybdites
- Leucocoprinus molybdites (G. Mey.) Pat. 1913
- Macrolepiota molybdites (G. Mey.) G. Moreno, Bañares & Heykoop 1995
- Mastocephalus molybdites (G. Mey.) Kuntze 1891

Atlas grzybów podaje polską nazwę sinoblaszek trujący. Nazwa ta jest niespójna z nazwą naukową, gdyż Chlorophyllum według rekomendacji Komisji ds. Polskiego Nazewnictwa grzybów to czubajnik, prawidłowa nazwa powinna zatem brzmieć czubajnik trujący, jednak brak źródeł dla takiej nazwy. W internecie spotykane są też nazwy sinoblaszek zielonawy i czubajka zielonawa – te nazwy również są niespójne z nazwą naukową.

## Morfologia
Kapelusz
Średnica 10–22 cm, kształt początkowo kulisty, potem wypukły, w końcu rozpłaszczony. Brzeg gładki. Powierzchnia biaława, pokryta odstającymi łatkami o barwie od różowawej do brązowej. Są to resztki osłony. Środek kapelusza często brązowy.
Blaszki
Wolne, lub lekko przyrośnięte, gęste. Początkowo są białe, ale podczas dojrzewania zarodników zmieniają barwę na zielonawą.
Trzon
Wysokość 8–20 cm, grubość 1,5–3 cm, kształt cylindryczny, lekko zwężający się ku wierzchołkowi. Powierzchnia gładka lub bardzo drobno włóknista, o barwie od białej do brązowej. Występuje trwały, ruchomy białawy pierścień z zielonawo-brązową dolną krawędzią.
Cechy mikroskopowe
Wysyp zarodników zielonkawoszary. Zarodniki o rozmiarach 9–13 × 6–9 μm i kształcie migdałowatym lub elipsoidalnym, z lekko obciętym końcem, gładkie, grubościenne, hialinowe, w KOH barwiące się na słabo zielonkawo, amyloidalne. Cheilocystydy o rozmiarach 40–55 × 10–15 μm, cylindryczne lub maczugowate, cienkościenne, gładkie. Pleurocystyd brak.
Gatunki podobne
Może być pomylony z jadalnymi gatunkami grzybów; czubajką kanią (Macrolepiota procera), czubajnikiem czerwieniejącym (Chlorophyllum rhacodes), czy czubajką gwiaździstą (Macrolepiota konradii). Najbardziej charakterystyczną cechą odróżniającą go od tych grzybów są zielonkawe blaszki i zielony wysyp zarodników. Możliwe jest to jednak do stwierdzenia tylko na dojrzałych owocnikach, które już wytwarzają zielone zarodniki nadające blaszkom zielonkawy kolor.

## Występowanie i siedlisko
Występuje we wschodniej części Ameryki Północnej, i prawdopodobnie także w innych rejonach świata o klimacie tropikalnym i subtropikalnym. Rozprzestrzenił się w Australii i niektórych państwach Europy. W Polsce nie występuje.
Saprotrof. Owocniki pojawiają się pojedynczo lub w niewielkich grupach w trawnikach i na łąkach, na ściółce w lasach liściastych i sosnowych, szczególnie na ich obrzeżach oraz na niewielkich polankach.

## Własności trujące
Jest to silnie trujący grzyb. Gatunek ten powoduje największą liczbę przypadków zatruć grzybami w Ameryce Północnej i na Florydzie. Prawdopodobnie jest to spowodowane łatwym myleniem go z jadalnymi grzybami, takimi jak czubajka kania, oraz faktem, że jest to jeden z najczęstszych grzybów występujących na trawnikach i pastwiskach w USA z wyjątkiem wybrzeża północno-zachodniego.
Objawy zatrucia występują głównie w przewodzie pokarmowym. Są to silne wymioty, biegunka i bóle brzucha, pojawiające się w 1–3 godzin po spożyciu. Chociaż takie zatrucia mogą być ciężkie, jak dotąd w USA nie spowodowały jeszcze śmierci.